# Nassella hyalina
Nassella hyalina  es una especie de gramínea de la familia Poaceae. Es endémica de Argentina, Brasil, Uruguay. Se ha naturalizado en muchos lugares del mundo, siendo maleza